# Elachistocleis surinamensis
Elachistocleis surinamensis és una espècie de granota que viu a Surinam, Trinitat i Tobago, Veneçuela i, possiblement també, a Guaiana.
Està amenaçada d'extinció per la pèrdua del seu hàbitat natural.